# Distretto di Bohoduchiv
Il distretto di Bohoduchiv (in ucraino Богодухівський район?, Bohoduchivs'kyj rajon) è un distretto nell'oblast' di Charkiv in Ucraina. Il suo centro amministrativo è la città di Bohoduchiv. Ha una popolazione di 122 287 abitanti.

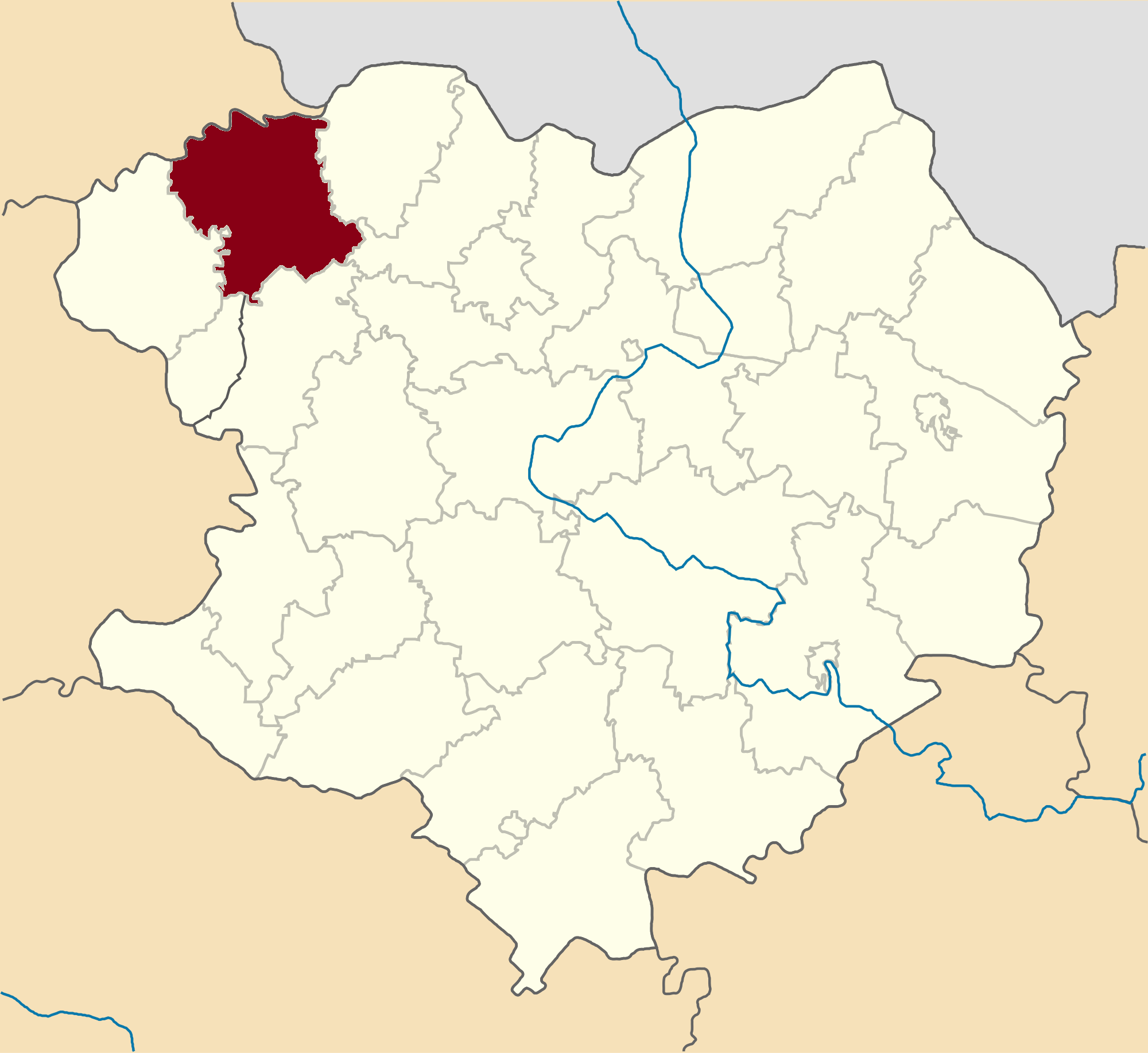
Territorio del distretto prima della riforma amministrativa del 2020

Il 18 luglio 2020, come parte della riforma amministrativa dell'Ucraina, il numero di distretti dell'oblast di Charkiv, è stato ridotto a sette e l'area del distretto di Bohoduchiv  è stata notevolmente ampliata.